# Tutte le strade portano a Roma (film)
Tutte le strade portano a Roma (All Roads Lead to Rome) è un film del 2015 diretto da Ella Lemhagen.

## Trama
Maggie e sua figlia Summer atterrano in Italia ma la figlia non ha alcuna voglia di rimanere e vuole tornare dal suo amore che è in prigione negli USA e vuole che Summer lo raggiunga per prendersi la colpa. Nel frattempo arrivano alla cascina dello zio George in Toscana, dove incontrano Luca con sua madre Carmen; anche lei vuole scappare a Roma per sposarsi con Marcellino, dato che sono innamorati da 50 anni. Le due alla prima occasione scappano per raggiungere assieme le loro destinazioni, e da qui inizia la romantica avventura.

## Distribuzione
Il film è uscito in DVD e Blu-ray negli Stati Uniti d'America il 1º marzo 2016.

## Produzione
Nell'ottobre del 2014 è stato comunicato che Sarah Jessica Parker, Raoul Bova, Claudia Cardinale e Rosie Day avrebbero interpretato i ruoli centrali del film e successivamente altri attori sono entrati nel cast. Le riprese sono iniziate il 20 ottobre 2014 a Roma.